# Дашів (селище)
Да́шів — селище в Україні, у Гайсинському районі Вінницької області, адміністративний центр Дашівської селищної громади. Розташоване на обох берегах річок Лиса Липа та Соб (притока Південного Бугу) за 22 км на південний схід від міста Іллінці. Через смт проходить автошлях Р33. Населення становить 3762 особи (станом на 1 січня 2022 р.).

## Населення
За даними всеукраїнського перепису населення 2001 року у селі мешкало 4233 особи.

### Чисельність
| 1939    | 1959    | 1970    | 1979    | 1989    | 2001    | 2003    |
| ------- | ------- | ------- | ------- | ------- | ------- | ------- |
| 2 836   | ▲ 5 797 | ▼ 5 684 | ▼ 5 170 | ▼ 4 661 | ▼ 4 240 | ▼ 4 205 |
| 2004    | 2005    | 2006    | 2007    | 2008    | 2009    | 2010    |
| ▼ 4 152 | ▼ 4 111 | ▼ 4 063 | ▬ 4 058 | ▼ 4 040 | ▼ 4 010 | ▬ 4 005 |
| 2011    | 2012    | 2013    | 2014    | 2015    | 2016    | 2017    |
| ▼ 3 989 | ▼ 3 975 | ▼ 3 943 | ▬ 3 954 | ▼ 3 927 | ▼ 3 916 | ▼ 3 897 |
| 2018    | 2019    | 2020    | 2021    | 2022    |         |         |
| ▼ 3 887 | ▼ 3 852 | ▼ 3 822 | ▼ 3 774 | ▼ 3 762 |         |         |

Мова
Розподіл населення за рідною мовою за даними перепису 2001 року був наступним:
| українська | 4169 | 98,49 |
| російська  | 52   | 1,23  |
| вірменська | 8    | 0,19  |
| білоруська | 3    | 0,07  |
| інші       | 1    | 0,02  |

## Історія
На місці сучасного Дашева було кам'яне золотоординське укріплення, яке зруйнував литовський князь Вітовт коли йшов походом проти монголів[джерело?].
Дашів вперше згадується в документах за 1391 рік — і відразу разом з Собом. Тоді тут, на березі річки, підносився оточений валами оборонний замок — принаймні так стверджують українські історики.
Поляки ж в датуванні більш обережні — і тому звучать більш імовірно. Відомо, що за середньовіччя Дашів належав місцевим поміщикам-українцям Короваям-Седлицьким. В 1585 році Остап Коровай-Седлицький продав свої чималі маєтності князю Івану (Янушу) Збаразькому, а той чималий дашівський маєток зумів зробити навіть ще більшим. Так от, за польською версією, замочок над Собом звів вже аж князь Януш, а це був далеко не 1420 рік. Навіщо князю був потрібний замок, зрозуміло: татарський Чорний шлях проходив повз Дашів.
Збаразькі мучилися-мучилися з відбудовами замку по кожному татарському наїзді, а потім взяли та й продали дашівський ключ братам по князівському званню 'Вишнівецьким. Останній з роду Вишнівецьких власник Дашева — Михайло Сервацій Вишневецький (1680—1744), гетьман польний литовський. Саме він зайнявся своїм маєтком по-справжньому і багато що зробив, щоб підняти зруйнований східняками Дашів з колін.
У XVII столітті Дашів став ремісничим центром Брацлавщини, у 1648—1712 роках — сотенним містечком Вінницького та Брацлавського воєводств.
Від Михайла Сервація Дашів з околицями відійшов дочці князя Анні Огінській, дружині троцького воєводи. а від неї — вже її дочці Августі (1724—1791), дружині графа Констянтина Людвіка Броель-Платера (Konstanty Ludwik Broel-Plater, 1722—1778), або, як його називають місцеві, Плятера.
Платерам татари не дошкуляли — і що, замість татар у 1750 і 1768 роках багато капостей наробили гайдамаки. А в 1785 р. Дашів згорів у полум'ї пожежі. На згарищі залишилося лише кілька десятків будинків — і це з цілого містечка… Юзеф Вінцент Плятер постановляє негайно відбудувати і Дашів, і його фільварки — а ще закласти в поселенні свою резиденцію. З цього просто зробити висновок, що до 1785 року жодного палацу в Дашеві й не передбачалося. Граф сам особисто стежив за будівельними роботами, та йому навіть і плани майбутньої резиденції приписують.
У 1787 році його брат, інфляндський староста Казимир Константин Плятер, заїхав в Дашів, повертаючись з королем Станіставом Августом Понятовським з Канева. З його записів знаємо, що на той час резиденція тільки-тільки починала будуватися. Роботи велися не так в старому Дашеві, як поблизу нього. Ринкова площа і околиці на той час були перейменовані Платером на Августопіль. Відомо також, що резиденція відразу задумувалася як комплекс споруд різного розміру і призначення.
На момент візиту брата були готові лише два будинки на ринковій площі — принципальний (головний) та середній. Саме в них Платер і приймав своїх гостей. Все інше являло собою будівельний майданчик.
У другій половині XVIII століття містечко стало володінням графа Плятера, а в останні роки XVIII століття перейшло до польського магната В. Потоцького. Після приєднання Правобережної України до Росії Дашів увійшов до складу Подільської губернії. Географічне розташування Дашева на дорозі з Липовця в Умань сприяло розвитку торгівлі та промисловості.
Після смерті Платера дашівський ключ площею близько 5 миль квадратних, купив — Станіслав Щенсний Потоцький, власник Умані і ще десятків сіл. 8 березня 1809 року власником Дашева за заповітом вельможі стає його наймолодший син Володимир Потоцький (1789—1812). Парубку було тоді всього 20 років, а він вже мав звання полковника кінної артилерії, та ще й жінку, Теклу з Сангушків. Та юнаку навряд чи довелося покерувати Дашевим навіть день: маєтком розпоряджалася його мачуха, Софія.
Від рано померлого Володимира Потоцького-старшого Дашів і Підвисоке разом з 10 885 «душами» кріпаків дісталися його сину, Володимиру-молодшому (1810—1880). І знову Історія зробила петлю: маєтком знову розпоряджалася жінка, вдова Текла Потоцька.
Можливо, це було лише на добре: на ті часи Текла Потоцька була більш ніж м'якою поміщицею і своїх підданих особливо не утискала. В кожному з своїх ключів вона тримала лікаря, оплачувала аптеку та лазарет. Тоді ж дашівський маєток користувався печаткою з гербом: у розділеному щиті — герби родів Сангушків «Погоня» (на червоному тлі вершник на срібному коні, з мечем і щитом у руках) і Потоцьких «Пилява» (на блакитному тлі срібний семикутний хрест).
Володимир Потоцький-молодший шукав не господарських навичок, а слави і свободи, взяв участь в Листопадовому повстанні 1830 р. — і був змушений емігрувати з Росії. Оселився шляхтич в Парижі, де щиро і з задоволенням «пропалював» своє життя.
Грошей у Володимира на такий спосіб життя було більш ніж вдосталь. В Парижі пан оженився з акторкою, Анрікою Депре (Henryka Depres). Те, що дашівський маєток він не втратив, цілком і повністю заслуга поміркованої і розумної матері, вже згадуваної Текли.
У 1848 році вже не надто молодий Потоцький повертається в Україну. Влада тільки цього й чекає, засуджуючи його на два роки в'язниці. Та вся кара в результаті звелася лише до мешкання в Києві, навіть права на маєтки йому повернули. Саме Володимир Потоцький і відбудував після 1850-го року дашівський маєток, який руїною стояв після пожежі 1831 року.
По батьку всі маєтки (Дашів і Підвисоке) отримала єдина дочка Володимира, Марія (1847, Париж — 1907, Київ). Вже її дочка, Софія з Жевуських Стефанова-Підгірська успадкувала в 1908 р. Дашів і Підвисоке (загальною площею в 25 тисяч га, з них 3 тисячі гектарів дубового лісу, а також чималий маєток з класицистичним палацом в Рудому Селі.

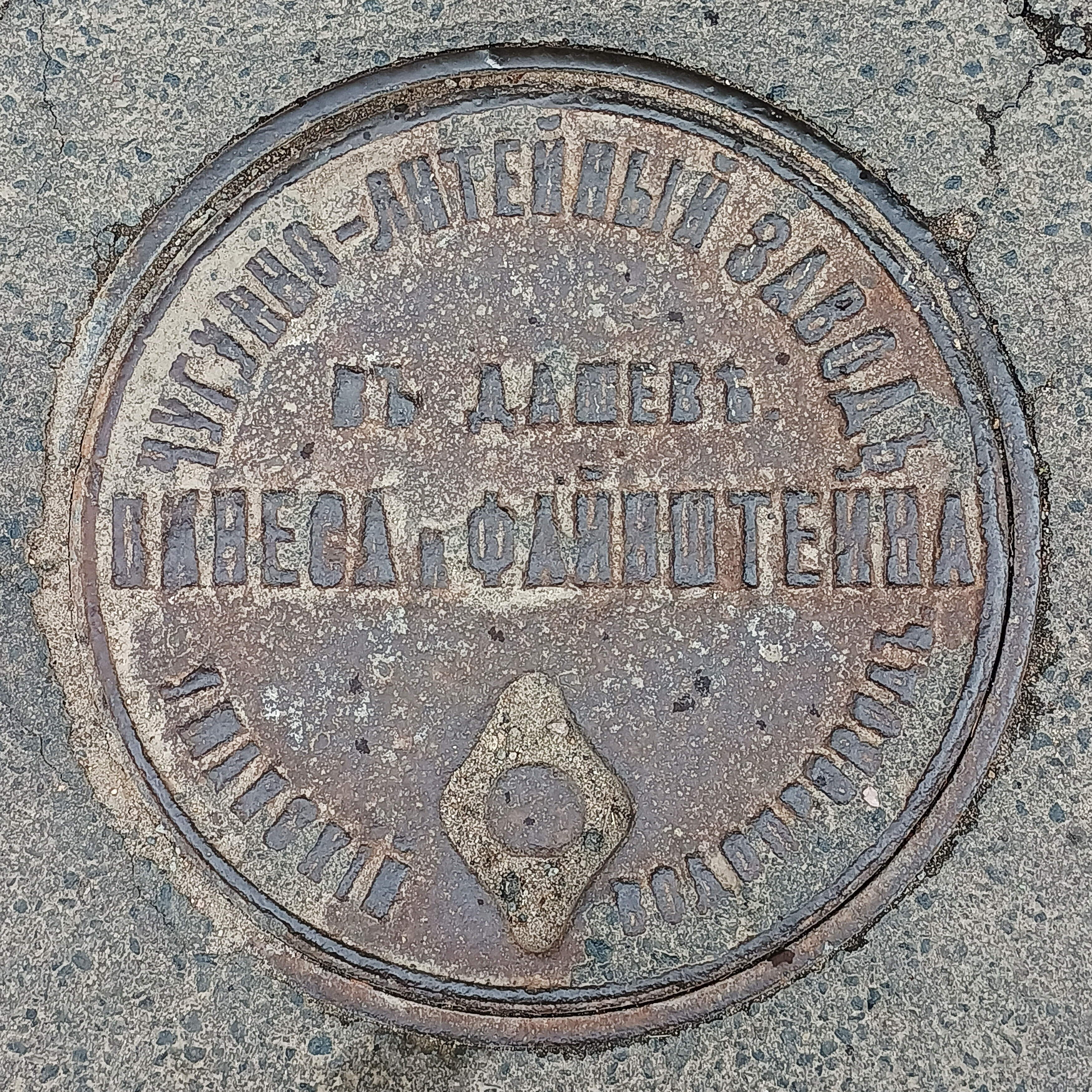
Каналізаційний люк Дашів

Після скасування кріпосного права Дашів почав розвиватися інтенсивніше. У 1886 році Дашів став центром волості. У 1872 році на його околиці швейцарець Ф. Енні побудував цукроварню. У 1881 році на місці старого дерев'яного млина побудований кам'яний. Орендував його австрієць Х. Лангер. У 1895—1897 роках побудовані два невеликих чавуноливарних заводи, що виробляли сільськогосподарські знаряддя й інвентар.
У 1905 році чисельність населення становила 6200 осіб, у тому числі 714 ремісників, 278 із яких майстри, 176 шевців, 80 ковалів, 72 виробника меблів. Вони виробляли на 10000 рублів на рік і продавали на сусідніх ярмарках. Близько 17 сімей тримали корів. Були благодійні установи.
7 (20) листопада 1917 року, відповідно до Третього Універсалу Української Центральної Ради, увійшло до складу Української Народної Республіки.
12 червня 2020 року, відповідно розпорядження Кабінету Міністрів України № 707-р «Про визначення адміністративних центрів та затвердження територій територіальних громад Вінницької області», селище увійшло до складу Дашівської міської громади.
17 липня 2020 року, в результаті адміністративно-територіальної реформи і ліквідації Іллінецького району, селище увійшло до складу Гайсинського району.

## Пам'ятки

### Михайлівська церква
Михайлівська церква (1764, за ін. даними — 1641) розташована у смт Дашів на вул. Соборна, 1. Пам'ятка архітектури національного значення. Стиль: Народний. Тип: Культові. Михайлівська церква — один із найкращих витворів дерев'яної архітектури Поділля. Церква була збудована у 1764 році. Деякий час ця частина Дашева була окремим селом Старий Дашів, тому іноді фігурує назва «Стародашівська церква». У першій половині XIX століття до церкви були зроблені низькі прямокутні прибудови.
Архітектура: Церква дерев'яна, хрещата в плані, п'ятиглава. Основні зруби восьмигранні, однієї висоти, перекриті видовженими бароковими верхами на високих восьмериках з одним заломом, увінчані декоративними цибулястими главками. Врівноважені маси храму з вертикальною ритмікою членувань живописно скомпоновані у пірамідальний силует. В інтер'єрі динамічно розкритий висотний простір, підсилений ритмічним повторенням у кожному об'ємі, завдячуючи високим двоярусним аркам-вирізам, які об'єднують зруби навколо центру. Вхід у західну частину оформлений шестигранними дверима з різьбленою лиштвою. На стінах — олійний живопис XIX століття.
Ще сто років тому Дашів налічував п'ять з половиною тисяч мешканців — на тисячу більше, аніж зараз. Мало містечко тоді і римо-католицьку каплицю, і відразу дві православні церкви, і синагогу з двома молитовними школами. Тут що два тижні проводилися базари, а раз на рік — ярмарок. У 1886 році Дашів став волосним центром. А 1872 року на його околиці швейцарець Ф. Енні звів цукроварню. На місці старого дерев'яного млина у 1881 році з'явився мурований, який винаймав австрієць Х. Лангер. Його приміщення збереглися й донині — їх минатиме кожен турист, який прямує від маєтку до Михайлівської церкви, ще одної пам'ятки селища, яка потрапила в державний реєстр архітектурної спадщини.
Протягом 1895—1897 років в Дашеві зводять два невеликих чавунно-ливарних заводи. З'явилася власна винокурня. У 1923 році частині Дашева під назвою Новий Дашів навіть пощастило побувати райцентром Гайсинського округу.
Під час німецько-радянської війни німці не змилостивилися над старими спорудами містечка: саме в центрі проживала численна єврейська громада Дашева.
На щастя, збереглася дерев'яна Михайлівська церква з 1764 року. Доглянутий яскраво-блакитний храм і сьогодні є однією з архітектурних домінант селища.
На південний захід від селища розташований Дашівський заказник.

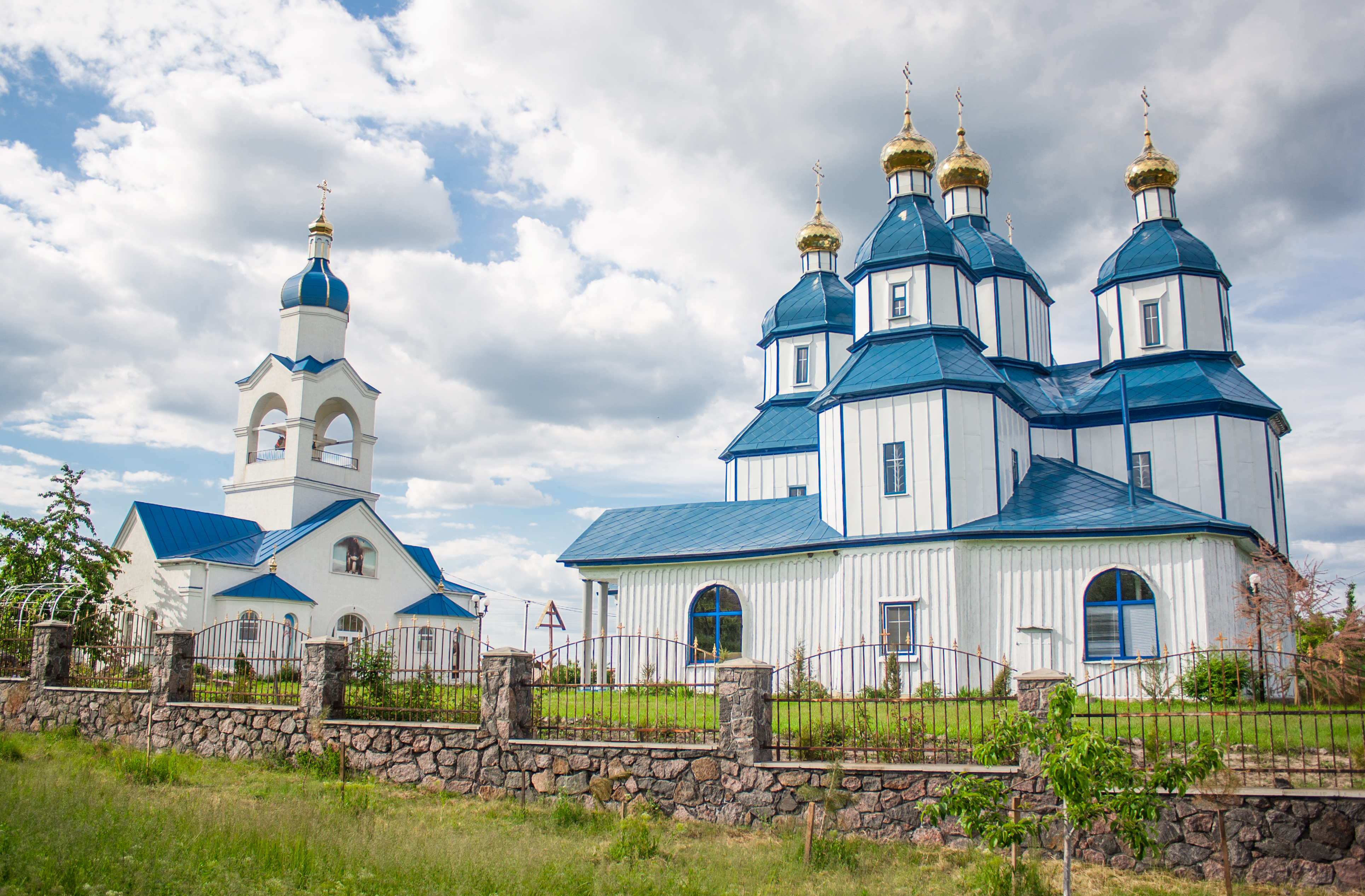
Михайлівська церква (1764 р.)
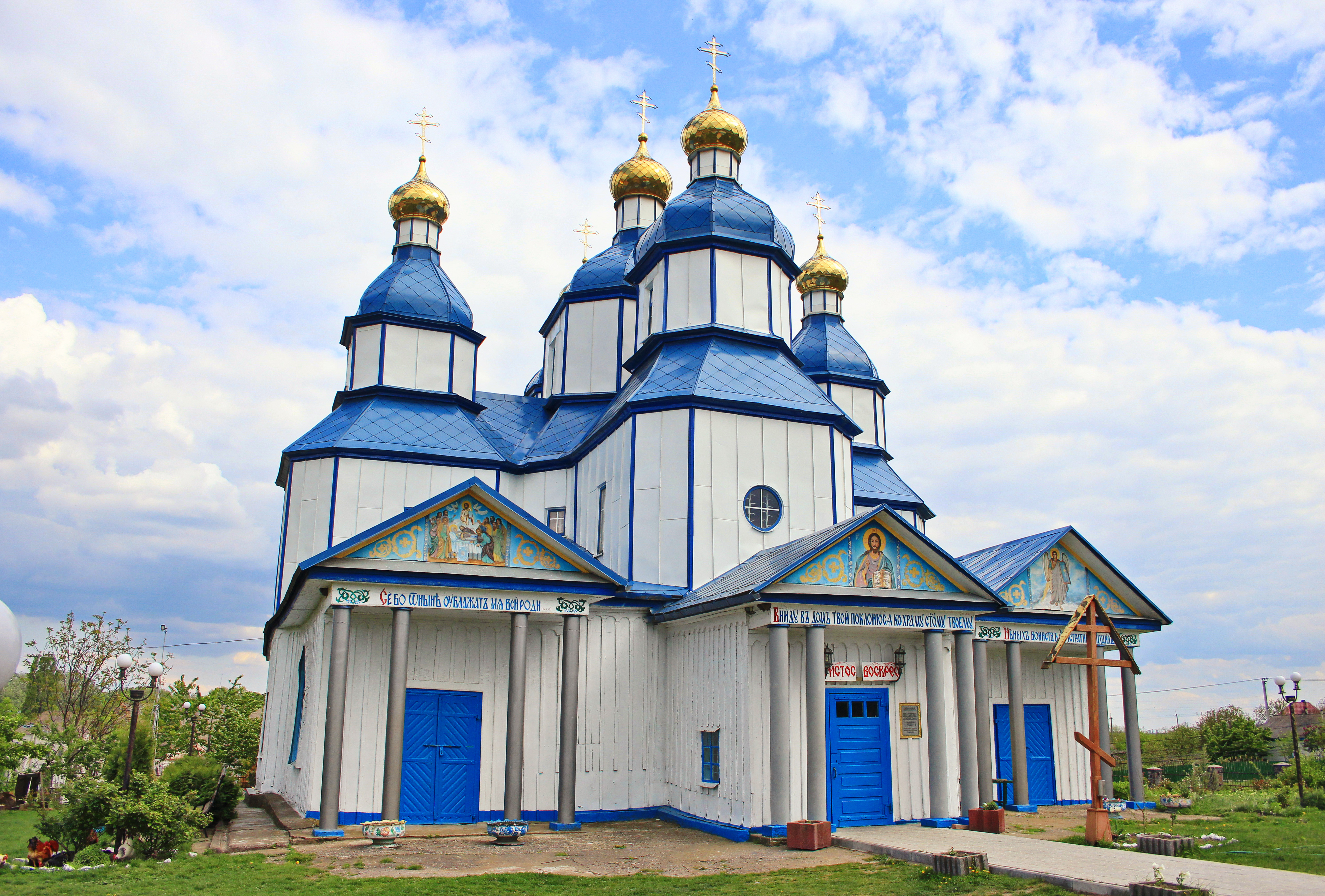
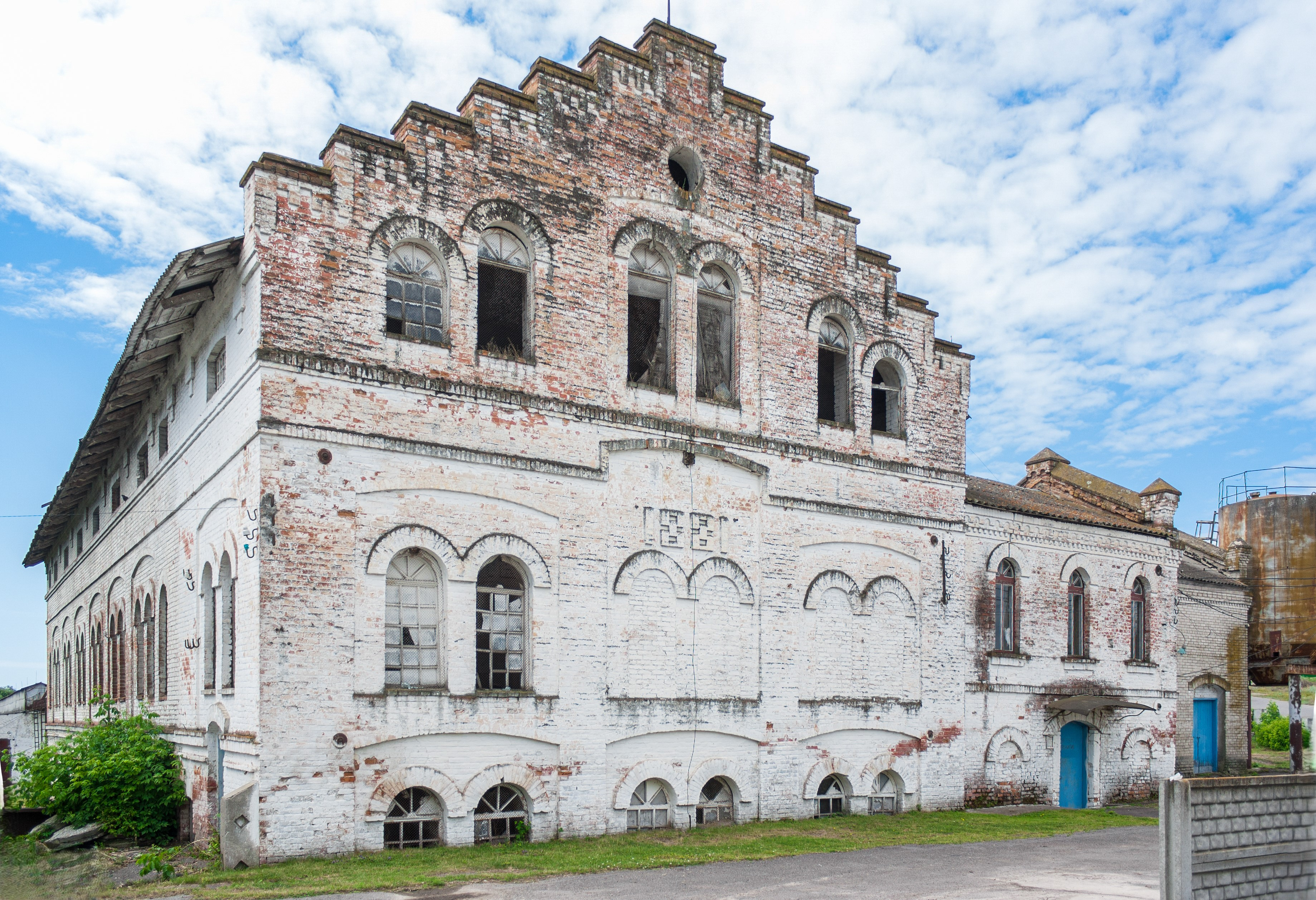
Водяний млин (1881 р.)
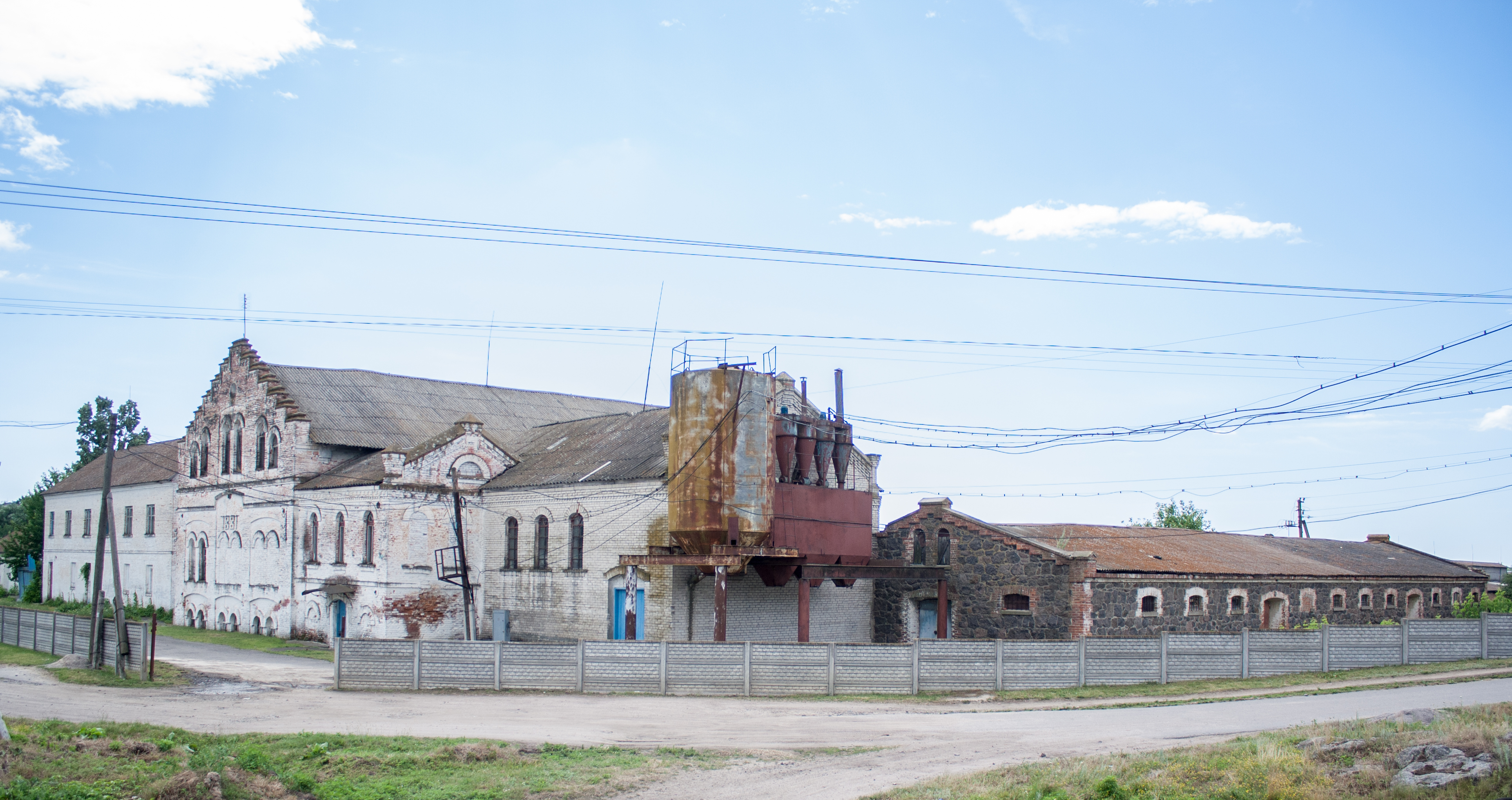
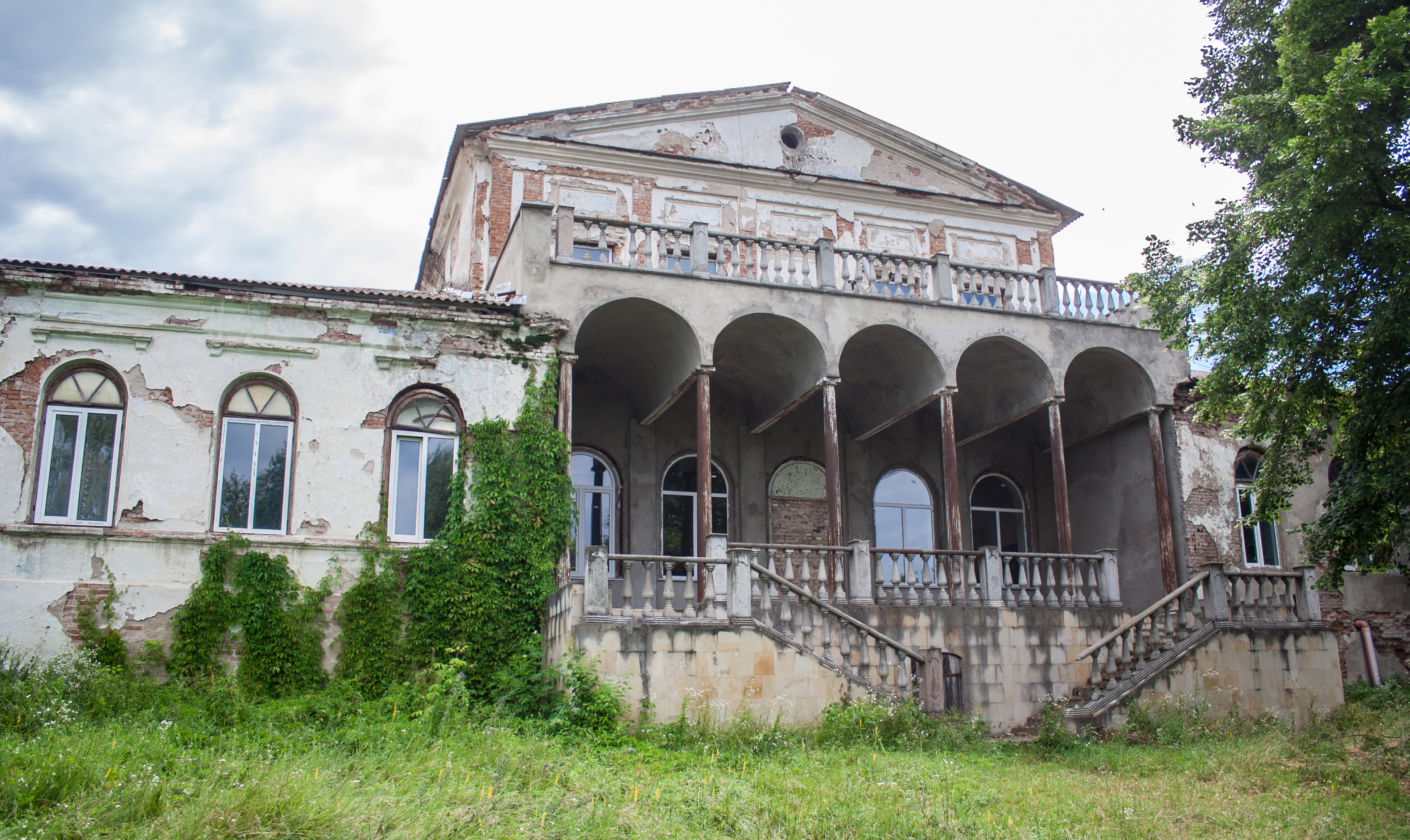
Палац Потоцьких (1887 р.)
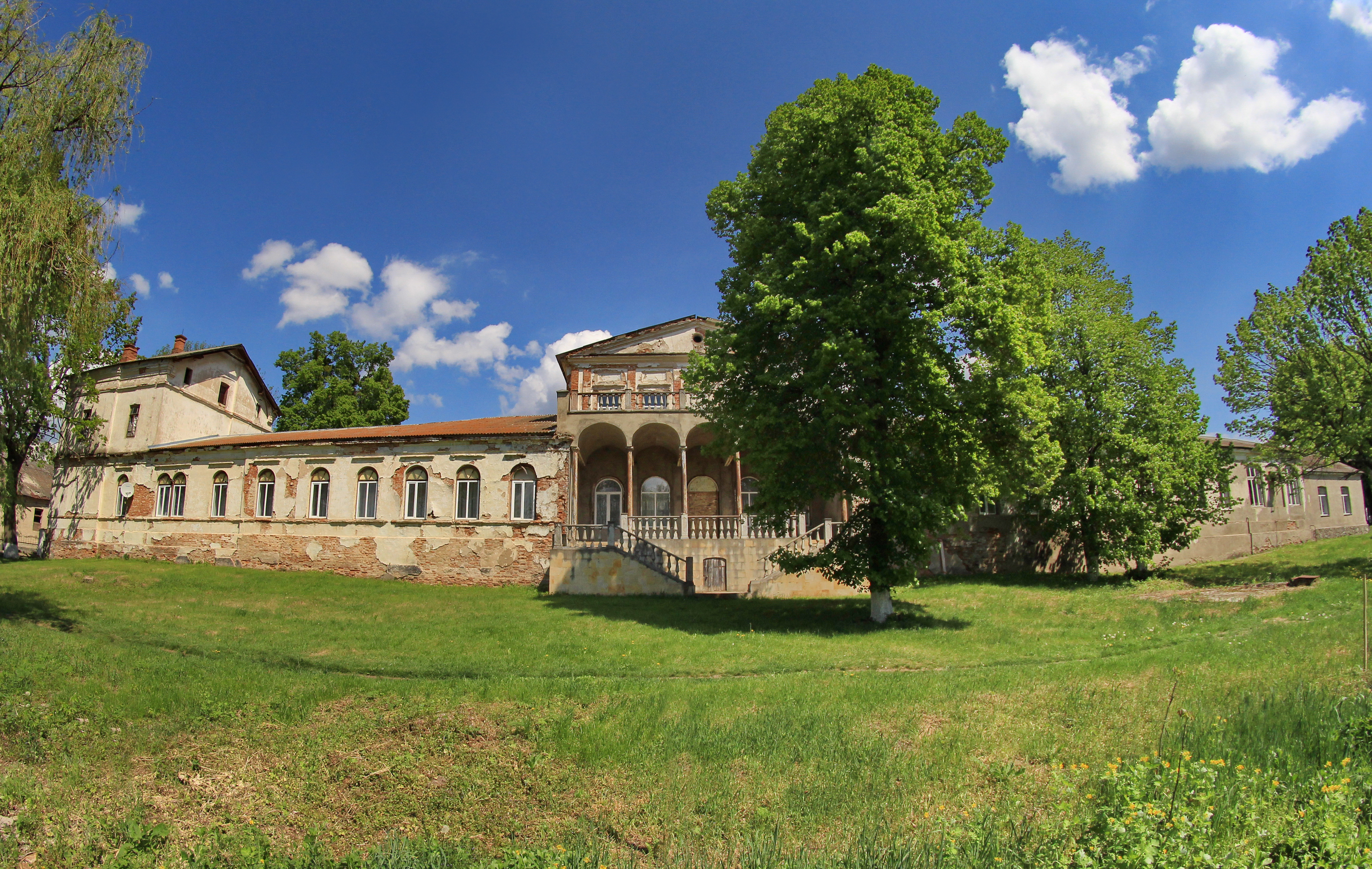
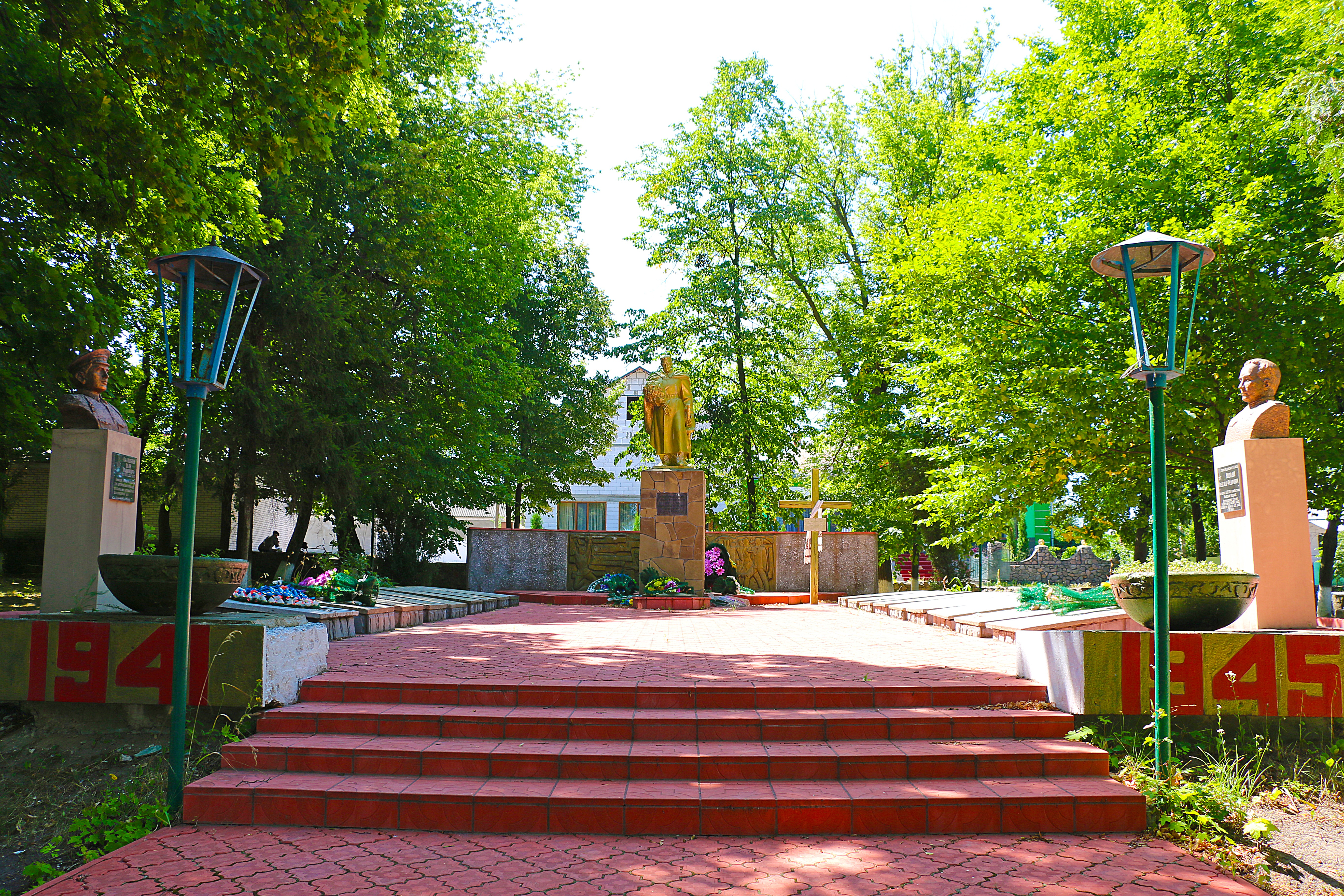
Меморіальний комплекс
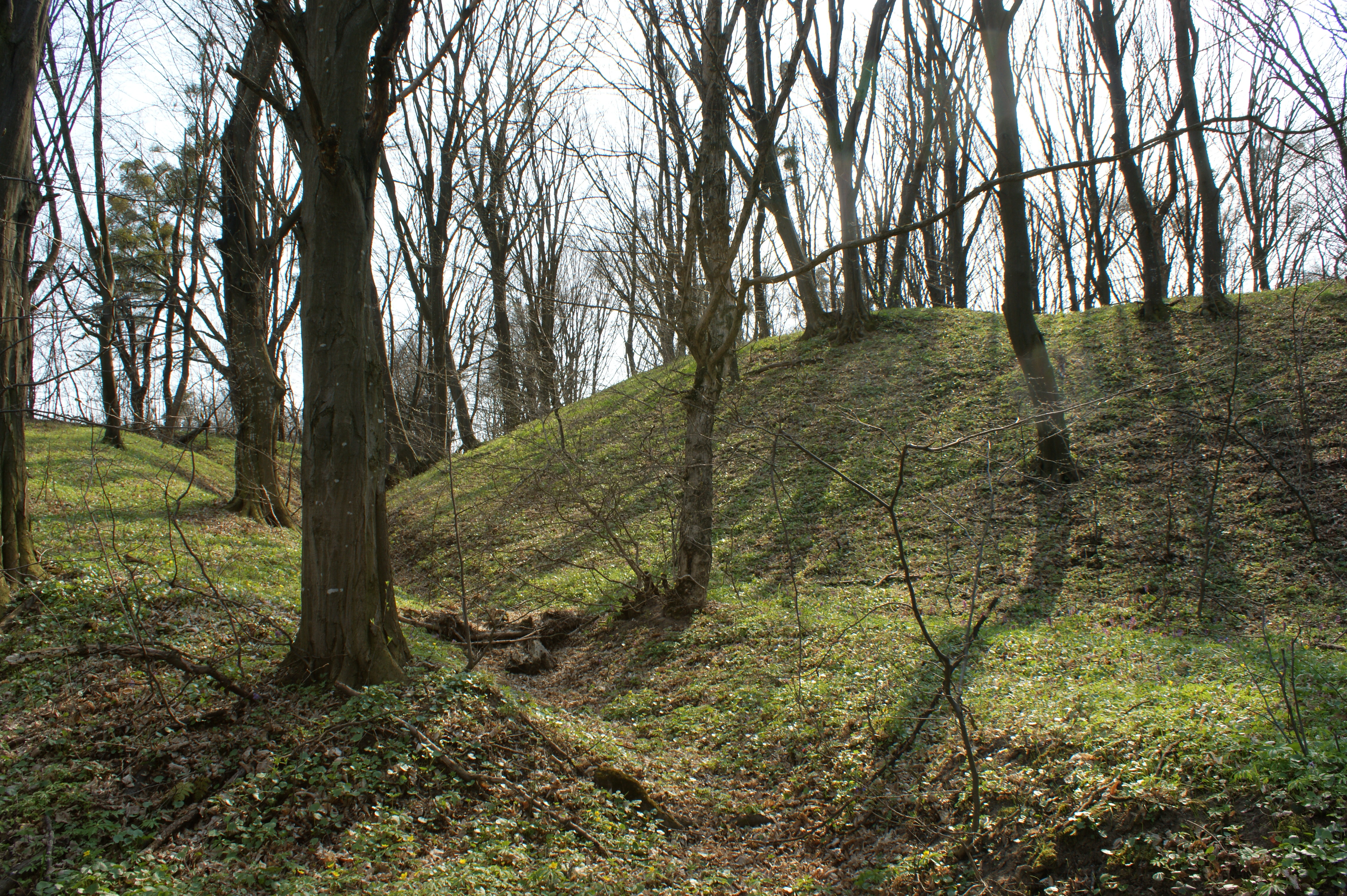
Городище

## Відомі люди
Народилися
- Іван Висоцький — народний артист Болгарії[23].
- Калашник Станіслав Олександрович (1948—2010) — український архітектор, художник. Член НСАУ (1982).
- Левитський Олександр Августович (1872—1947) — український учений, педагог, перекладач, директор Полтавського учительського інституту у 1917—1919 роках.
- Сергій Магадченко (1934—2005) — український вчений, фахівець у галузі радіолокаційної та оптико-електронної техніки.
- Йосип Позичанюк (1913—1944) — Держсекретар інформації і пропаганди в УДП, політичний керівник УПА, голова Бюро інформації УГВР, полковник УПА.
- Василь Химерик (1892—1937) — член  Української Центральної Ради.

## Місцеві роди
- Савицькі;
- Потоцькі

## Міста-побратими
| Місто   | Країна  | Дата угоди      |
| ------- | ------- | --------------- |
| Купчінь | Молдова | 11 вересня 2013 |

## Галерея

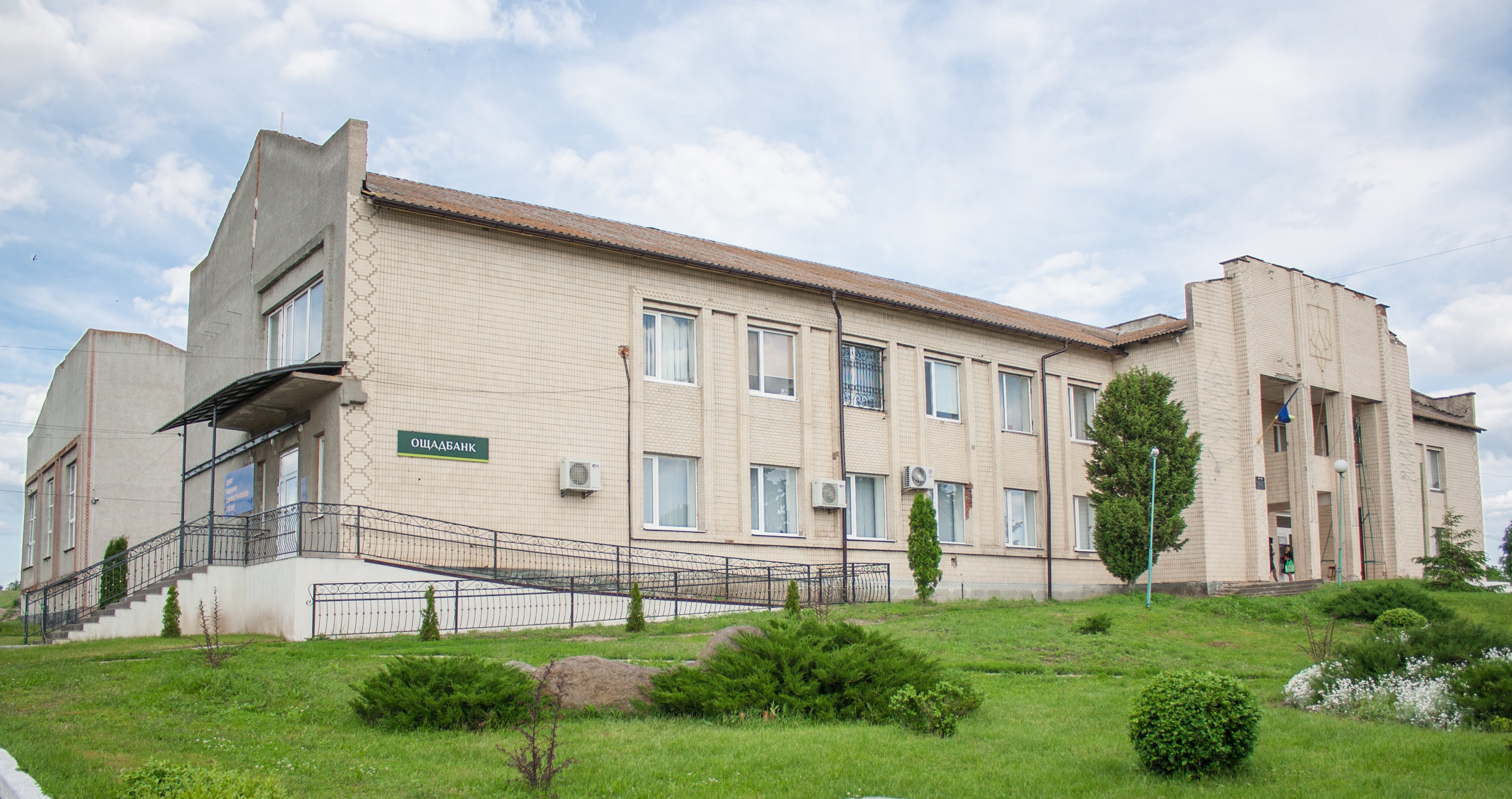
Селищна рада і будинок культури
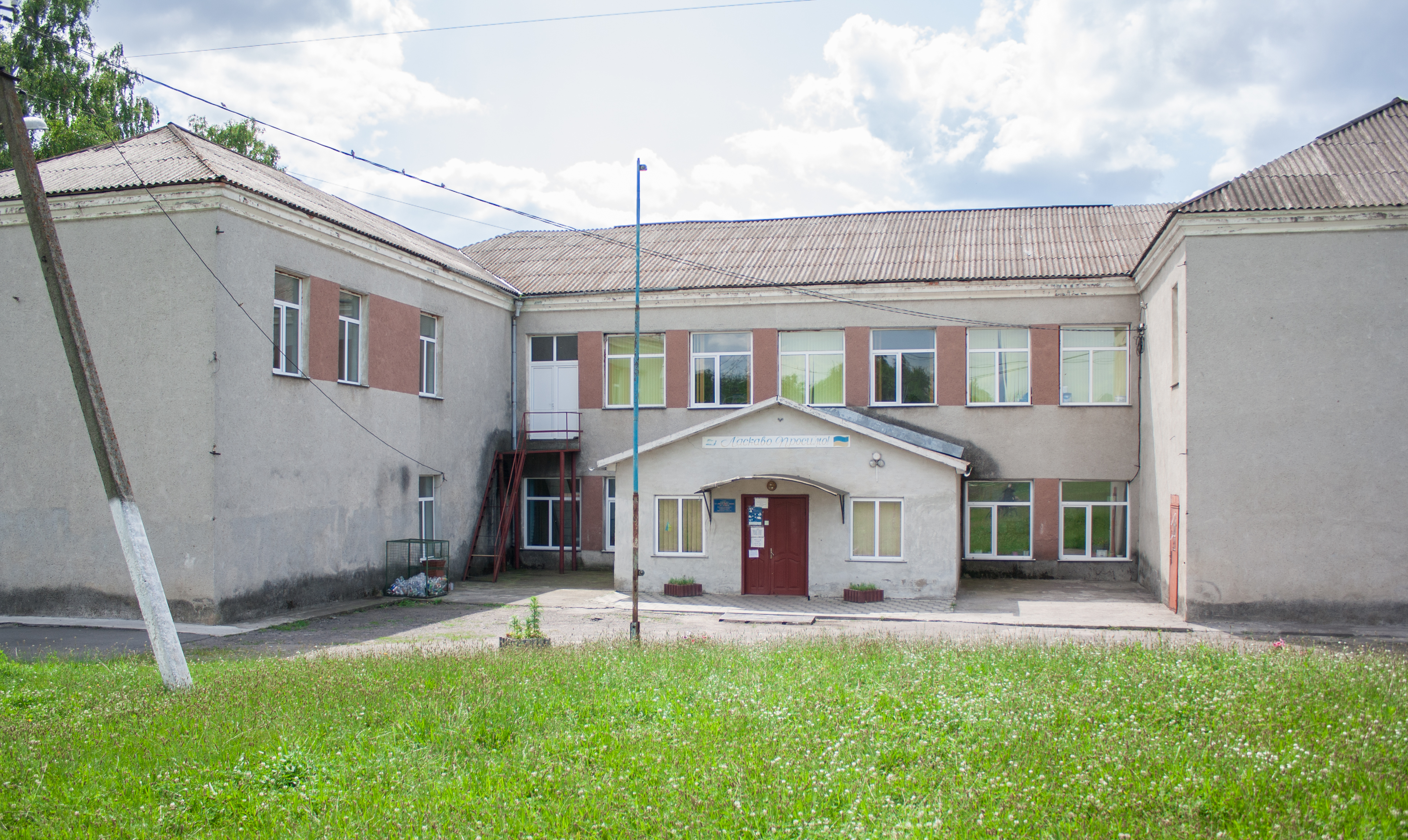
Школа
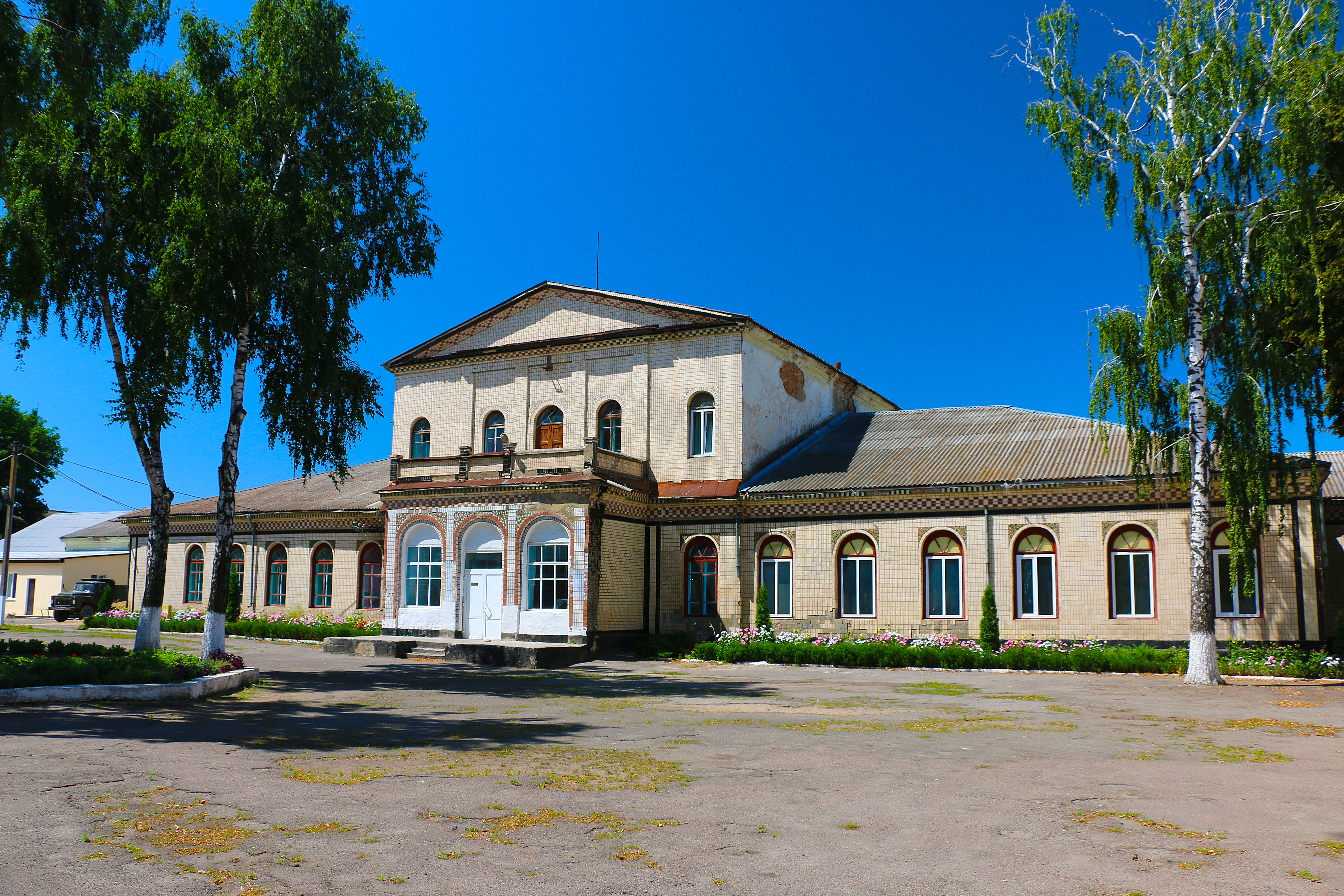
Навчально-реабілітаційний центр (колишній палац Потоцьких)
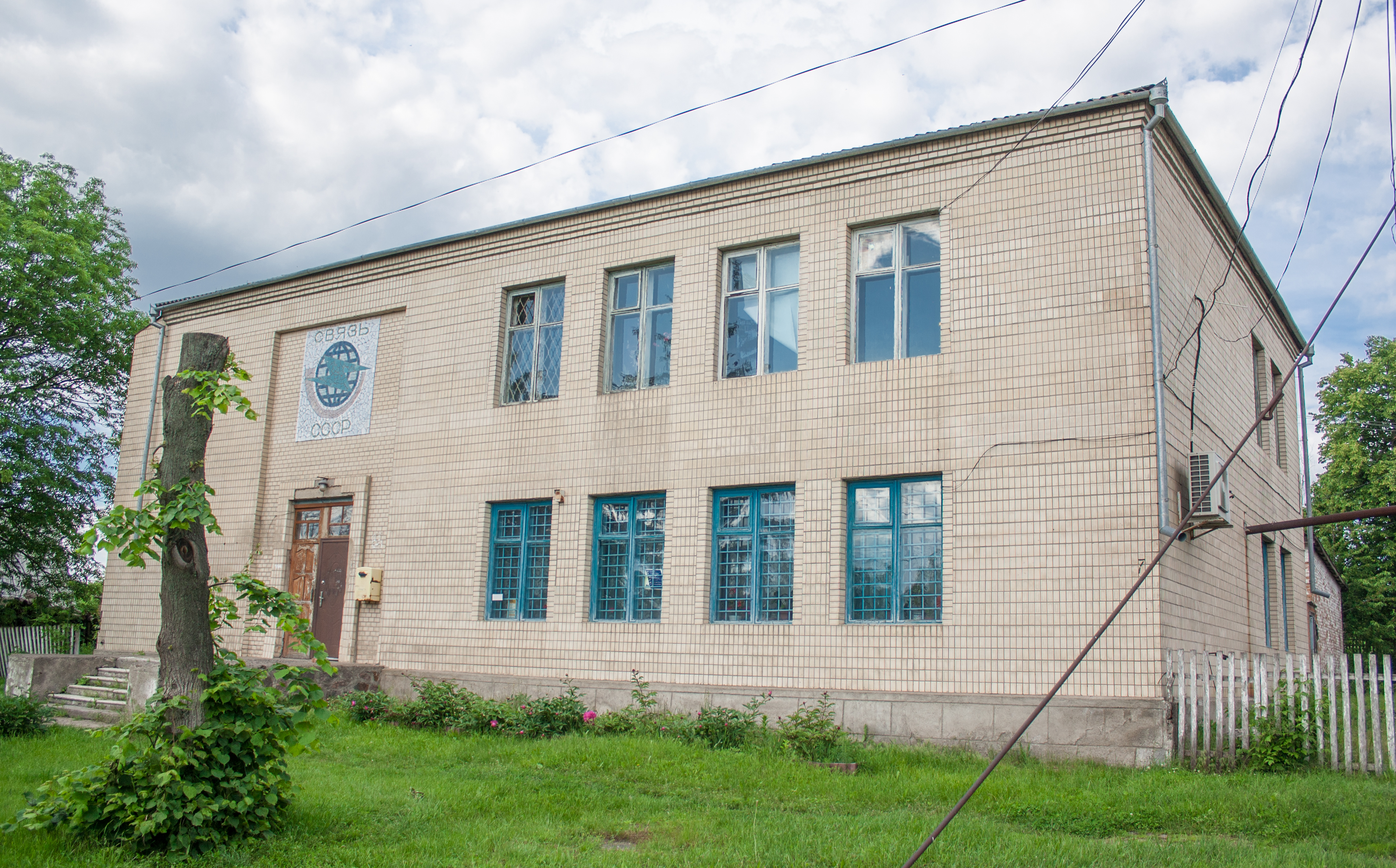
Пошта
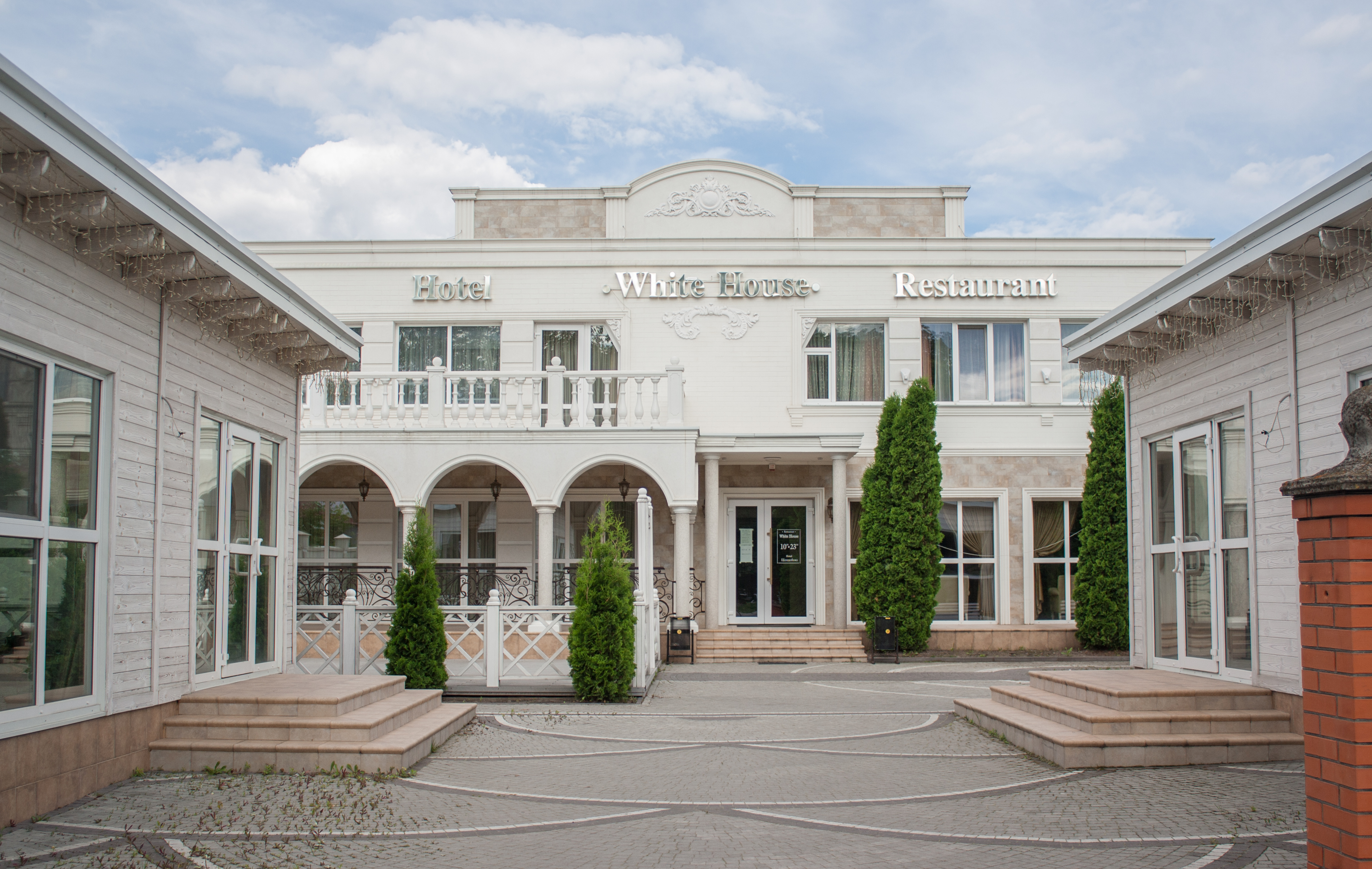
Ресторан і готель
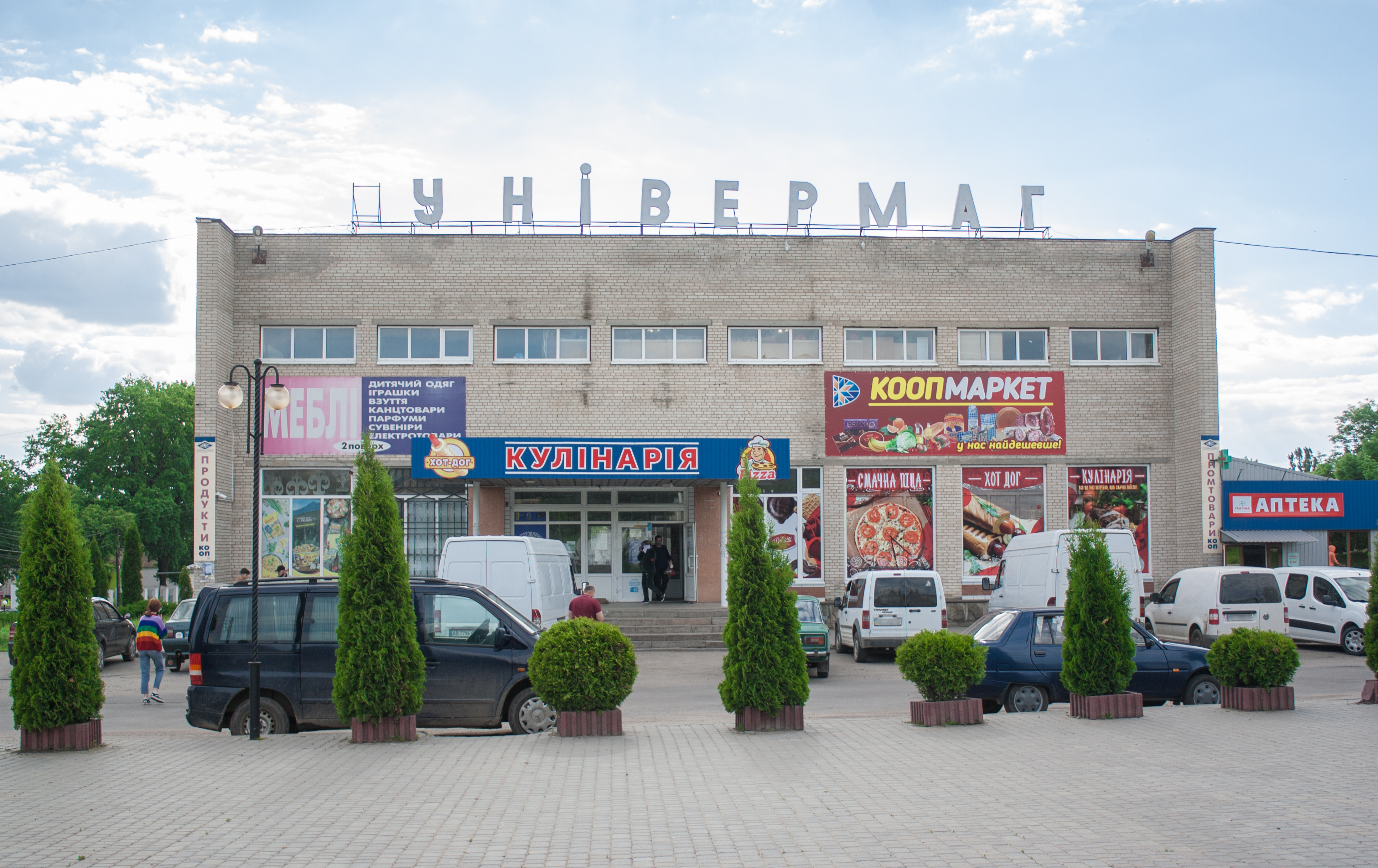
Універмаг
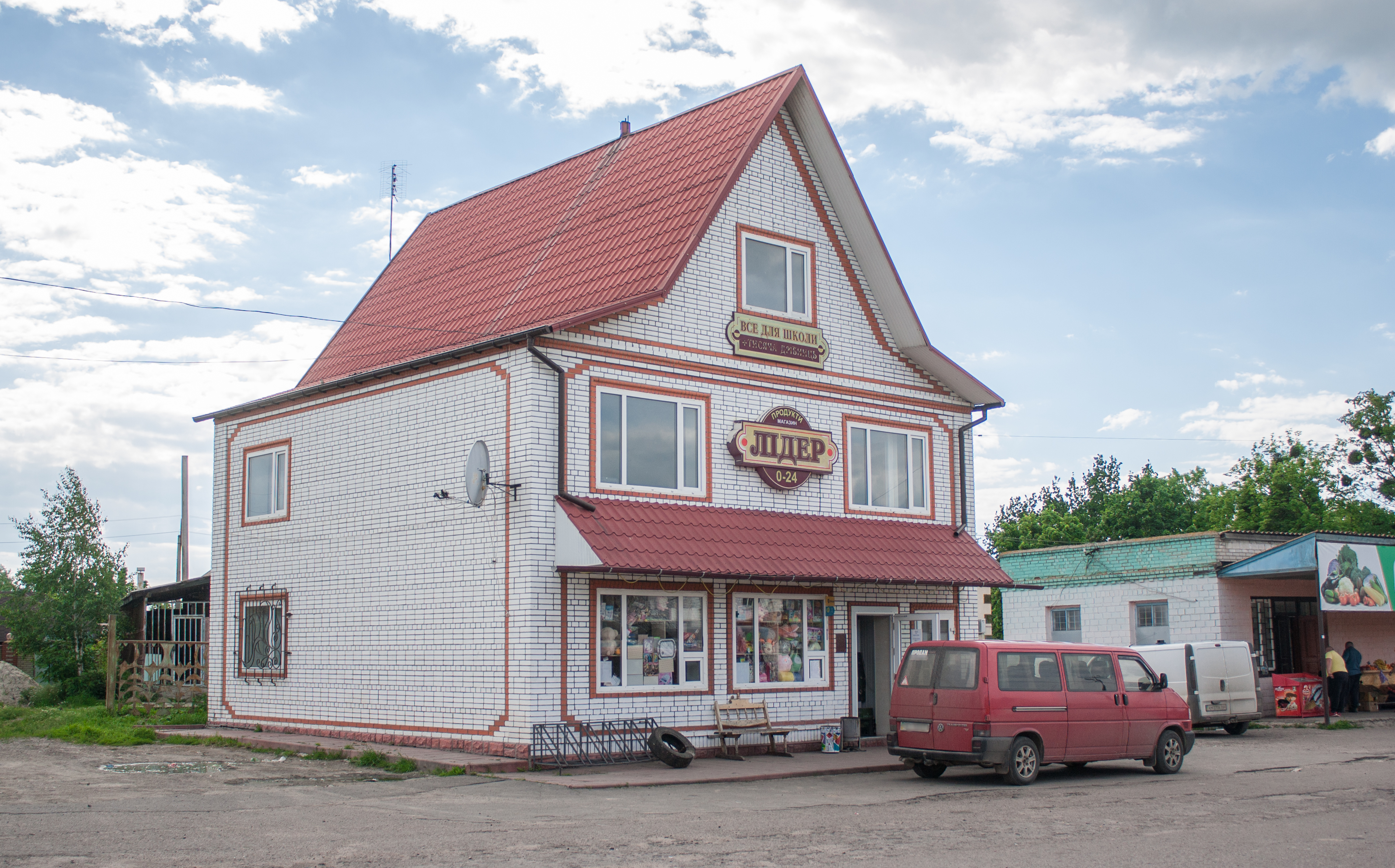
Магазин
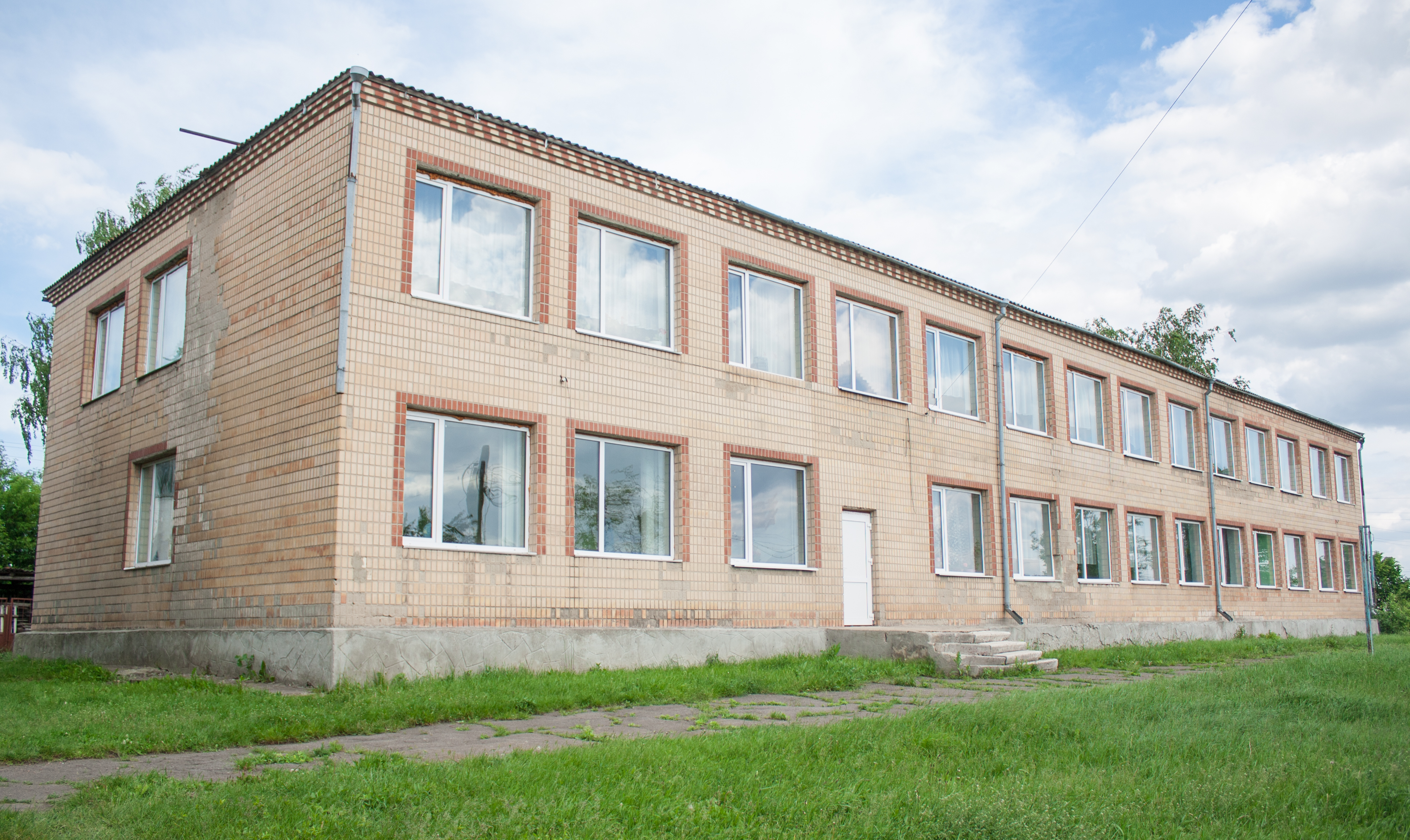
Початкова школа (колишній дитсадок "Колосок")
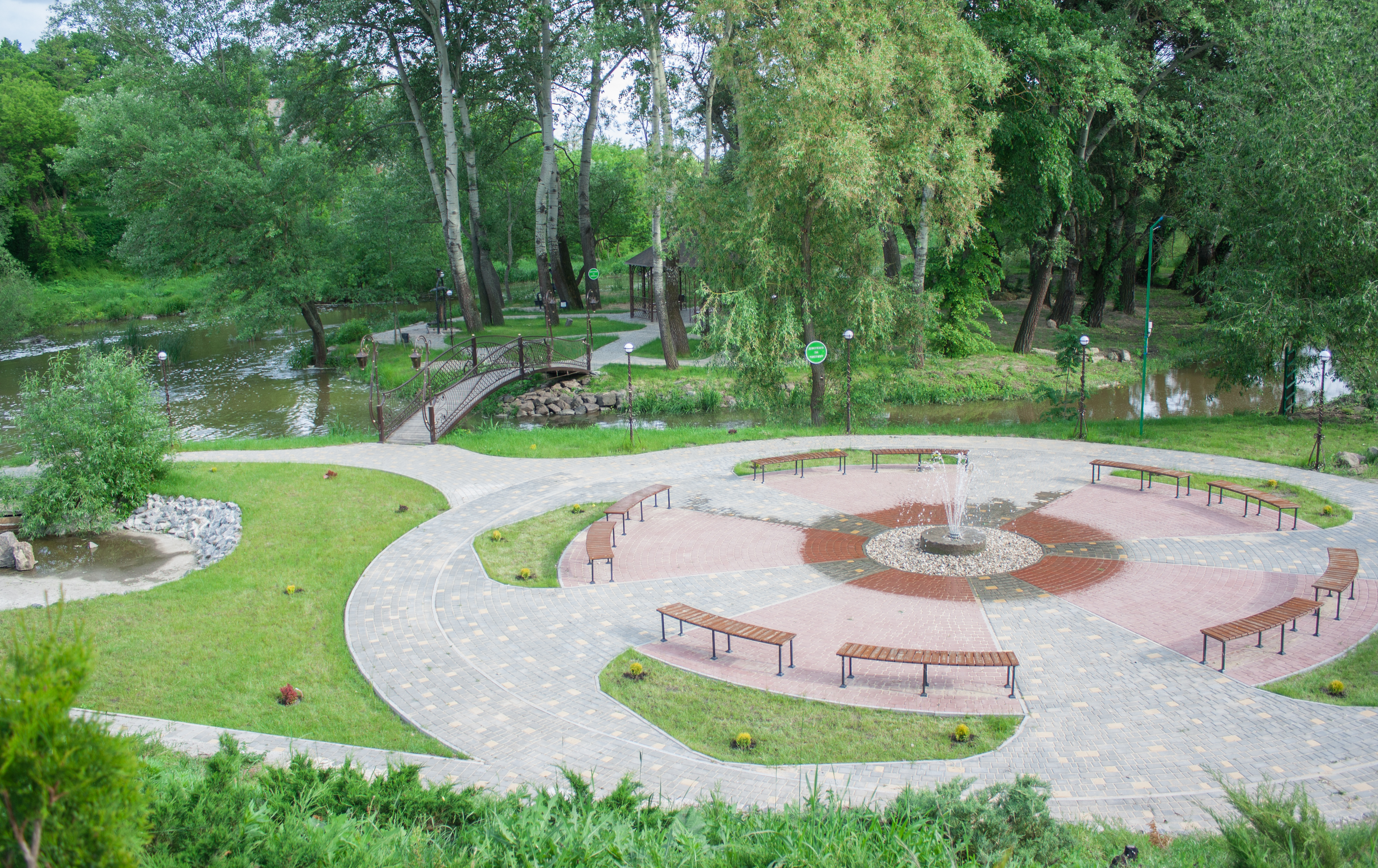
Парк "Острів кохання"
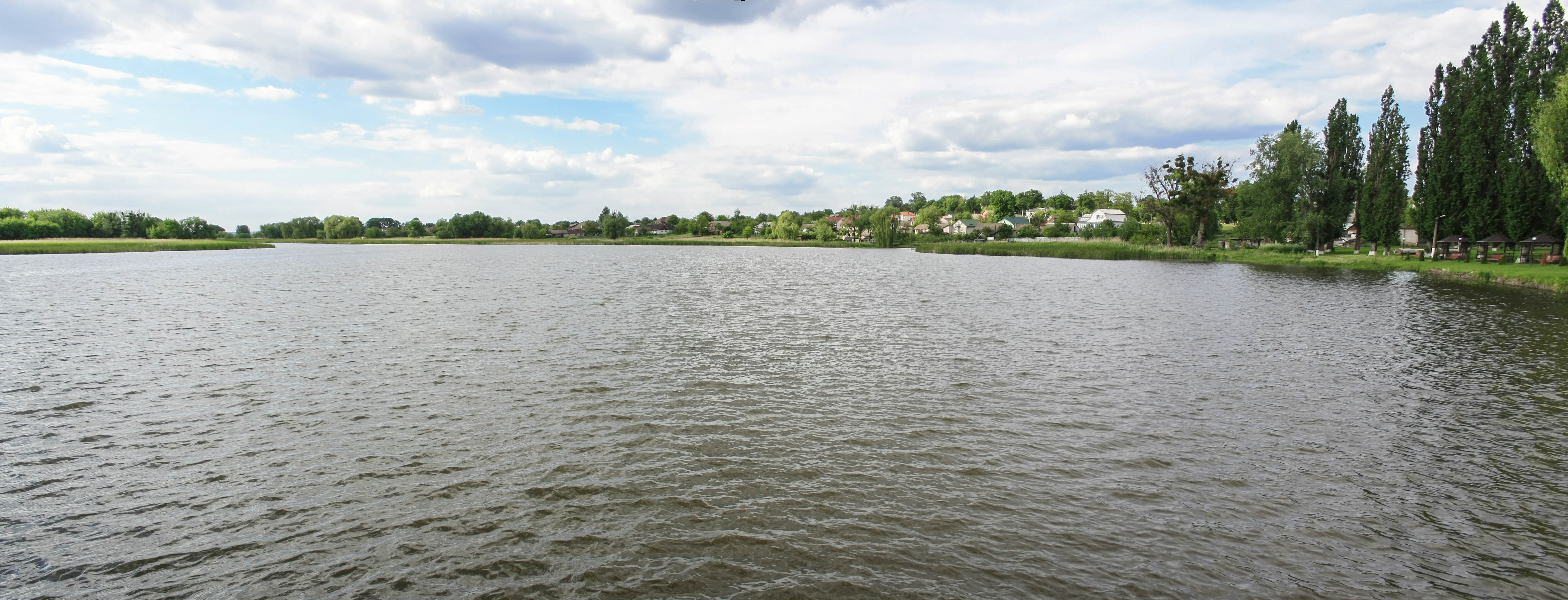
Ставок на річці Соб
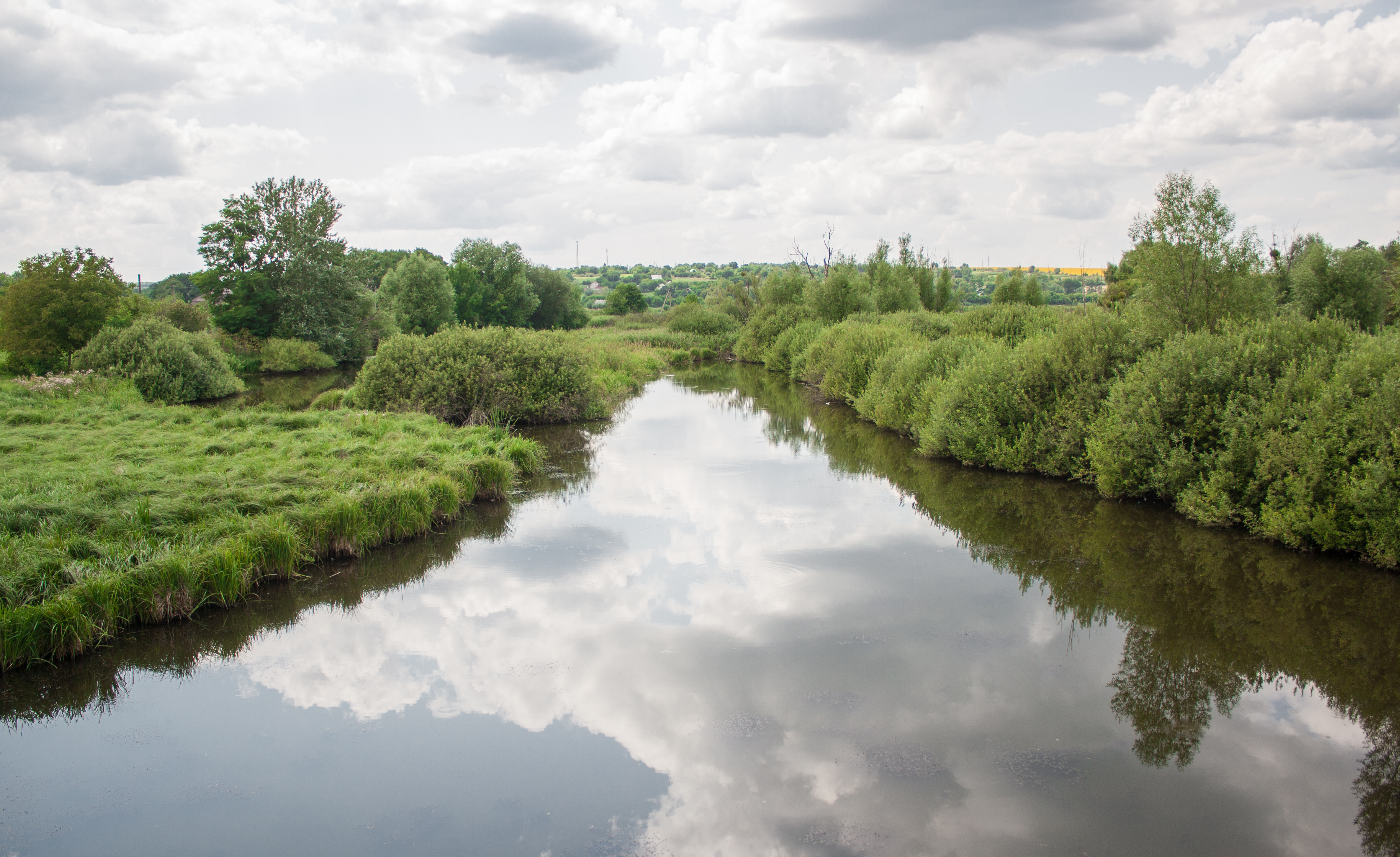
Річка Лиса Липа